# Acomastylis sericea
Acomastylis sericea là loài thực vật có hoa trong họ Hoa hồng. Loài này được (Greene) Greene mô tả khoa học đầu tiên năm 1906.